# Bobcats de l'Ohio
Pour les articles homonymes, voir Bobcat (homonymie).
Les Bobcats de l'Ohio (en anglais : Ohio Bobcats) sont les équipes sportives universitaires qui représentent l'université de l'Ohio basée à Athens (Ohio) au sein de la Division I de la National Collegiate Athletic Association (NCAA).
Cette université, membre fondateur de la Mid-American Conference (MAC) en 1946, sponsorise des équipes dans six sports masculins et dix sports féminins reconnus par la NCAA.
Son programme de football américain joue au sein de la NCAA Division I Football Bowl Subdivision (FBS), le plus haut niveau du football américain universitaire.
Les couleurs de ces équipes sportives sont le vert et le blanc.

## Football américain
(Dernière mise à jour : fin de saison 2024)
Le programme de football américain participe au championnat de la NCAA Division I Football Bowl Subdivision (FBS) depuis la saison 1962. Elle a été membre de sa division Est jusqu'au terme de la saison 2023, les deux divisions ayant été réunies dès la saison suivante.
- Conférence actuelle : Mid-American Conference (depuis 1962)[3]
- Anciennes conférences :
  - Ohio Athletic Conference (1910-1925)
  - Buckeye Athletic Association (1926-1939)
- Matchs :
  - Toutes conférences : 614 victoires, 587 défaites, 48 nuls (50,8 %)
  - Mid-American Conference : 324 victoires, 383 défaites, 9 nuls (45,3 %)[3]
- Bowls : 8 victoires, 8 défaites (50 %)[4]
- Titres nationaux réclamés : 1 (1960 en NCAA College Division (en), future NCAA Division II)
- Titres de conférence : 12
  - Buckeye Athletic Association (en) (6) : 1929, 1930, 1931, 1935, 1936, 1938
  - Mid-American Conference (6) : 1953, 1960, 1963, 1967, 1968 et 2024[3]
- Titres de division (5 en MAC) : 2006, 2009, 2011, 2016, 2022[3]
- Rivalités :
  - Redhawks de Miami : Battle of the Bricks (en)
  - Thundering Herd de Marshall : Battle for the Bell (en)

### Palmarès
Ohio a été désigné champion national en 1960 des petites universités (en NCAA College Division (en), future NCAA Division II) par l'Associated Press et l'UPI (classement 1960 NCAA College Divisions (en)). Contre ses adversaires, l'équipe affiche 269 points pour et 34 contre.
| Saison | Entraîneur     | Agence de notation | Bilan (global) | Bilan (en conf.) |
| ------ | -------------- | ------------------ | -------------- | ---------------- |
| 1960   | Bill Hess (en) | AP, UPI            | 10–0           | 6–0              |
Ohio a remporté douze titres de conférence :
| Saison | Conférence                        | Entraîneur           | Bilan global | Bilan en conf. |
| ------ | --------------------------------- | -------------------- | ------------ | -------------- |
| 1929   | Buckeye Athletic Association (en) | Don Peden (en)       | 9–0          | 5–0            |
| 1930   | Buckeye Athletic Association (en) | Don Peden (en)       | 8–0–1        | 4–0            |
| 1931   | Buckeye Athletic Association (en) | Don Peden (en)       | 7–1          | 4–0            |
| 1935   | Buckeye Athletic Association (en) | Don Peden (en)       | 8–0          | 5–0            |
| 1936†  | Buckeye Athletic Association (en) | Don Peden (en)       | 5–2–1        | 3–1–1          |
| 1938   | Buckeye Athletic Association (en) | Don Peden (en)       | 7–2          | 3–1            |
| 1953   | Mid-American Conference           | Carroll Widdoes (en) | 6–2–1        | 5–0–1          |
| 1960   | Mid-American Conference           | Bill Hess (en)       | 10–0         | 6–0            |
| 1963   | Mid-American Conference           | Bill Hess (en)       | 6–4          | 5–1            |
| 1967   | Mid-American Conference           | Bill Hess (en)       | 6–4          | 5–1            |
| 1968   | Mid-American Conference           | Bill Hess (en)       | 10–1         | 6–0            |
| 2024   | Mid-American Conference           | Tim Albin (en)       | 10–3         | 7–1            |
† Co-champions de conférence
Ohio a remporté cinq titres de division :
| Saison | Conférence              | Division | Entraîneur        | Bilan global | Bilan en conf. | Finale de conférence          | Finale de conférence |
| ------ | ----------------------- | -------- | ----------------- | ------------ | -------------- | ----------------------------- | -------------------- |
| Saison | Conférence              | Division | Entraîneur        | Bilan global | Bilan en conf. | Adversaire                    | Résultat             |
| 2006   | Mid-American Conference | Est      | Frank Solich (en) | 9–5          | 7–1            | Chippewas de Central Michigan | P, 10–31             |
| 2009   | Mid-American Conference | Est      | Frank Solich (en) | 9–5          | 7–1            | Chippewas de Central Michigan | P, 10–20             |
| 2011   | Mid-American Conference | Est      | Frank Solich (en) | 10–4         | 6–2            | Huskies de Northern Illinois  | P, 20–23             |
| 2016†  | Mid-American Conference | Est      | Frank Solich (en) | 8–6          | 6–2            | Broncos de Western Michigan   | P, 23–29             |
| 2022   | Mid-American Conference | Est      | Tim Albin (en)    | 10–4         | 7–1            | Rockets de Toledo             | P,7–17               |
† Co-champions de division
Ohio a remporte 8 bowls en 16 participations :
| Saison                            | Bowl                      | Adversaire                         | Résultat   |
| --------------------------------- | ------------------------- | ---------------------------------- | ---------- |
| 1962                              | Sun Bowl                  | Buffaloes de West Texas State (en) | P, 14 – 15 |
| 1968                              | Tangerine Bowl            | Spiders de Richmond                | P, 42 – 49 |
| 2006                              | GMAC Bowl                 | Golden Eagles de Southern Miss     | P, 07 – 28 |
| 2009                              | Little Caesars Pizza Bowl | Thundering Herd de Marshall        | P, 17 – 21 |
| 2010                              | New Orleans Bowl          | Trojans de Troy                    | P, 21 – 48 |
| 2011                              | Famous Idaho Potato Bowl  | Aggies d'Utah State                | G, 24 – 23 |
| 2012                              | Independence Bowl         | Warhawks de Louisiana-Monroe       | G, 45 – 14 |
| 2013                              | Beef 'O' Brady's Bowl     | Pirates d'East Carolina            | P, 20 – 37 |
| 2015                              | Camellia Bowl             | Mountaineers d'Appalachian State   | P, 29 – 31 |
| 2016                              | Dollar General Bowl       | Trojans de Troy                    | P, 23 – 28 |
| 2017                              | Bahamas Bowl              | Blazers de l'UAB                   | G, 41 – 06 |
| 2018                              | Frisco Bowl               | Aztecs de San Diego State          | G, 27 – 0  |
| 2019                              | Famous Idaho Potato Bowl  | Wolf Pack du Nevada                | G, 30 – 21 |
| 2022                              | Arizona Bowl              | Cowboys du Wyoming                 | G, 30 – 27 |
| 2023                              | Myrtle Beach Bowl         | Eagles de Georgia Southern         | G, 41 – 21 |
| 2024                              | Cure Bowl                 | Gamecocks de Jacksonville State    | G, 30 – 27 |
| Bilan : 7 victoires et 8 défaites |                           |                                    |            |

## Autres sports

### Baseball
Le programme de baseball d'Ohio a remporté 14 titres de champion de saison régulière dans la Mid-American Conference (1947, 1948, 1953, 1954, 1956, 1960, 1964, 1965, 1968, 1968, 1969, 1970, 1971, et 1991), a remporté deux titres du tournoi final de cette conférence (1997 et 2015) et a participé aux College World Series en 1970.

### Basketball
Le programme de basketball masculin d'Ohio a remporté 14 titres de champions de saison régulière dans la Mid-American Conference (1921, 1931, 1933, 1937, 1960, 1961, 1964, 1965, 1970, 1972, 1974, 1985, 1994 et 2013), 7 titres de champions du tournoi final de cette conférence (1983, 1985, 1994, 2005, 2010, 2012 et 2021) et participé à 14 reprises au tournoi de la NCAA dont 4 se sont terminées en 16e de finale (1983, 2010, 2012, 2021), 3 en 8e (1960, 1964, 2012) et 1 en ¼ de finale (1964).
Le programme de basketball féminin d'Ohio a remporté 4 titres de champions de division (2015, 2016, 2019, 2020) et 4 titres de saison régulière (1986, 1995, 2015, 2016) dans la Mid-American Conference, 2 titres de champions du tournoi final de cette conférence (1986, 2015) et s'est qualifiée à 3 reprises pour le tournoi final de la NCAA.